# Philodromus praedatus
Philodromus praedatus este o specie de păianjeni din genul Philodromus, familia Philodromidae, descrisă de O. P.-cambridge, 1871. Conform Catalogue of Life specia Philodromus praedatus nu are subspecii cunoscute.